# M45 Quadmount
M45 Quadmount – amerykański poczwórnie sprzężony przeciwlotniczy karabin maszynowy składający się z czterech karabinów M2 kalibru 12,7 mm, wykorzystywany m.in. podczas II wojny światowej i wojny koreańskiej.
Broń montowano na przyczepach M20 (M55) oraz M17 (M51), a także na podwoziu pojazdu M3 Halftrack (M16 MGMC i M17 MGMC).